# Rated R (album Rihanny)
Rated R – czwarty album studyjny barbadoskiej piosenkarki Rihanny. Został wydany 23 listopada 2009 roku przez wytwórnię Def Jam Recordings. Datę wydania albumu artystka umieściła na swoim oficjalnym blogu pisząc: „Koniec czekania. 23 listopada 09”. Sesje nagraniowe rozpoczęły się w kwietniu 2009 roku i odbywały się w wielu studiach nagraniowych w Stanach Zjednoczonych, jak i w Europie. Rihanna, jako producent wykonawczy, wspólnie z Jayem-Z i Antonim „L.A.” Reidem podjęli się pracy m.in. z takimi osobami jak: Chase & Status, StarGate, The-Dream, Ne-Yo i Brian Kennedy. Album zawiera duety z Jeezym, will.i.am’em, Timberlakiem, a Slash zagrał na gitarze „Rockstar 101”.
Muzycznie Rated R różni się od wydanego w 2007 roku Good Girl Gone Bad, zawierając zwolnione tempo i więcej ballad. Stworzony po napaści przez Browna album, tworzy ciemną atmosferę na płycie oraz zawiera mroczniejszy ton i teksty. Ponadto zawiera elementy hip hopu, rocka i dubstepu. Posiada również takie gatunki jak: dancehall w „Rude Boy” i muzykę latynoską w „Te Amo”. Rated R otrzymał bardzo pozytywne recenzje od krytyków muzycznych, którzy pochwalili dojrzałość Rihanny, nazywając album najbardziej warstwowym i emocjonalnym albumem jaki kiedykolwiek stworzyła. Płyta zadebiutowała na pozycji czwartej Billboard 200, ze sprzedażą 181 tys. kopii w pierwszym tygodniu.
Z albumu pochodzi sześć singli. Tzw. „prowadzącym” został utwór „Russian Roulette”, który osiągnął pozycję w pierwszej dziesiątce w siedemnastu krajach świata, w tym pierwszą w Norwegii i Szwajcarii. Drugi singiel, „Hard” znalazł się na miejscu dziewiątym Billboard Hot 100, stając się jednocześnie trzynastym utworem Rihanny w pierwszej dziesiątce w Stanach Zjednoczonych. Trzecim singlem został „Wait Your Turn”, który nie osiągnął znaczących pozycji na listach przebojów, ale za to „Rude Boy”, czwarty singiel to najlepiej notowany singiel z płyty, dotarł do miejsca pierwszego w USA i w Australii. Ostatnie dwa single to „Rockstar 101” i „Te Amo”. W celu promocji albumu, Rihanna rozpoczęła swoją trzecią światową trasę koncertową, Last Girl on Earth Tour.

## Tło
Poprzedni album Rihanny Good Girl Gone Bad (2007) odniósł znaczący sukces i otrzymał ogólnie pochlebne recenzje. Album pojawił się pięć razy w pierwszej dziesiątce hitów, oraz zawiera trzy amerykańskie numery jeden. Utwór „Umbrella” okrzyknięto międzynarodowym singlem. W lutym 2009 roku Rihanna miała wystąpić na gali Grammy Awards 2009, ale jej występ został odwołany. Rihanna brała udział w sprzeczce z ówczesnym chłopakiem, wokalistą Chrisem Brownem, który został aresztowany pod zarzutem dokonania uszczerbku na zdrowiu Rihanny. W następnym miesiącu Brown został oskarżony o napaść. W czerwcu 2009 roku, po rozprawie sądowej, która miała miejsce 22 czerwca 2009 roku w Los Angeles Browna uznano za winnego. Otrzymał on pięć lat nadzoru kuratoryjnego. Po ataku tym, było wiele spekulacji czy nowy album będzie o nim. W wywiadzie dla MTV, Ne-Yo, który wielokrotnie współpracował z Rihanną wyjawił, że nie pisze piosenek o Brownie, gdyż uważa to za zbędne. Z kolei jeden z producentów, Chuck Harmony, powiedział, że nieważne jaki singiel wyda Rihanna, to i tak trzeba spojrzeć na niego, jak na piosenkę o Brownie.
Podczas wywiadu z Markiem Malkinem, podczas gali MTV Video Music Awards, Ne-Yo powiedział, że słuchacze powinni spodziewać się bardziej wściekłej Rihanny, niż na poprzednich albumach. Następnie w In Touch Weekly zdradził, że album jest zdecydowanie bardziej groźny, a całą produkcję opisał jako „wyzwolenie”. Z kolei Akon starał się powstrzymać Rihannę, próbując „rozjaśnić” krążek, twierdząc, że nie chce aby Rihanna stała się zła. Po osiągnięciu sukcesu przez Good Girl Gone Bad, Barbadoska chciała spróbować nowych brzmień, by nie zaliczano jej tylko do jednego gatunku muzycznego. Podczas jednego ze swoich koncertów Justin Timberlake powiedział, że Rated R to mikstura zupełnie nowych dźwięków i brzmień. „Złamała scenę muzyczną, dzięki ostatniej produkcji, to imponujące, że większość piosenek z płyty znalazła się na listach przebojów. I myślę, że najmądrzejszą rzeczą jaką teraz robi jest to, że nie stara się naśladować tego, co już zrobiła, ale robi krok do przodu”, wyjawił Timberlake.
Po wydaniu „Russian Roulette” reakcje fanów były mieszane. Harmony wyjawił, że piosenka ta nie odzwierciedla albumu, ale tylko wzrost Rihanny, jako artystki. W wywiadzie dla Rap-Up, Tricky Stewart wyjawił, że współpracował z artystą o pseudonimie The-Dream nad produkcją albumu. Opisując album jako „ostry i o zwolnionym tempie muzycznym”, stwierdzając, że album w zupełności różni się od poprzednich. W lutym 2010 roku Rihanna pochwaliła swoją pracę, zapewniając, że „naprawdę lubię głębię tego albumu i jego brudy, a gdyby połączyć to z bardziej energiczną muzyką myślę, że powstałoby naprawdę udane małżeństwo. I sądzę, że to będziemy robić prawdopodobnie następnym razem”. Zapytana o najbardziej istotne piosenki dla niej powiedziała, że są to „Fire Bomb” i „Cold Case Love”.

## Nagrywanie i produkcja

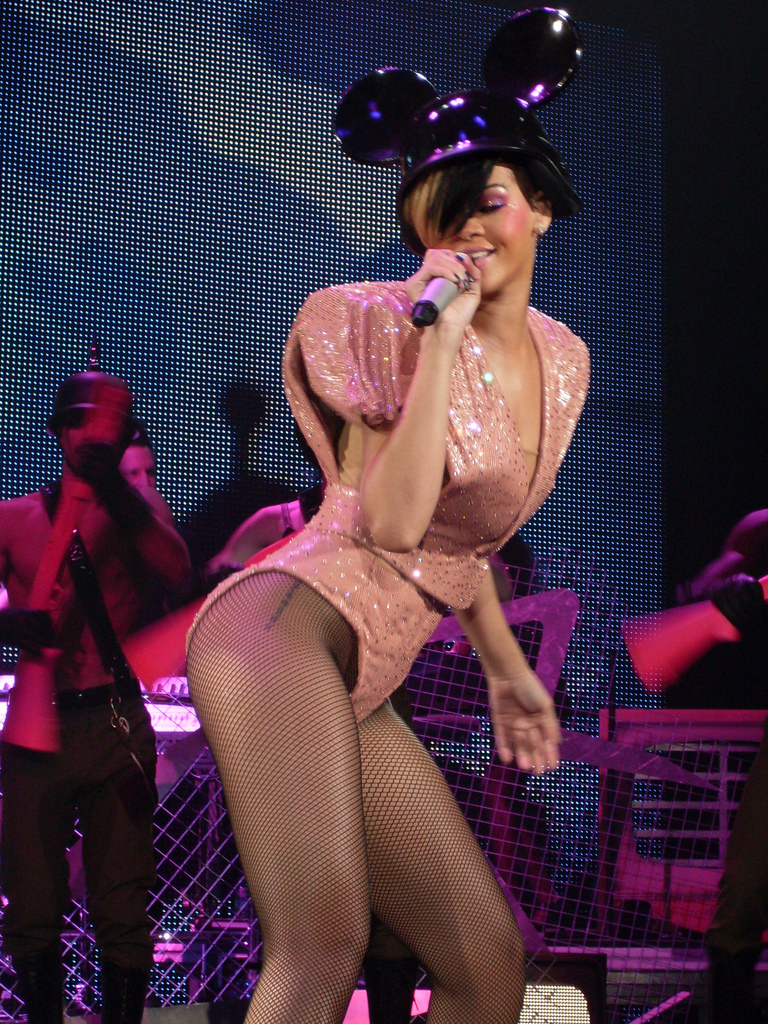
Rihanna w „Hard”, podczas Last Girl on Earth Tour.

Nagrania na płytę rozpoczęły się w kwietniu 2009 roku. Współpracowali z nią m.in. Chuck Harmony, The-Dream, Christopher „Tricky” Stewart, Chase & Status, Demo, Stargate i Justin Timberlake. Rihanna chciałaby album zawierał mniej synthpopu i komercyjnego popu, który dostrzegalny jest na poprzednich albumach. W ten sposób wprowadzono więcej basu i gotyckiego stylu. We wczesnej fazie produkcji, piosenkarka rozpoczęła pracę z Adonisem Shropshirem, który stwierdził, że Barbadoska ma bardzo dużo pomysłów w ciągu kilku tygodni. Podjęła się także pracy z norweską grupą producencką o pseudonimie artystycznym Stargate, której członek wyraził, że „praca była bardzo cenna i inspirująca dla nas i nie sądzę, że powinniśmy mówić jeszcze o tytułach, które trafią na album, bo sami nie wiemy co jeszcze wybierzemy. To takie ekscytujące!” Ujawniono później, że grupa ta stworzyła duet Rihanny z kanadyjskim raperem Drakiem, jednak piosenka ta nie trafiła ostatecznie na album.

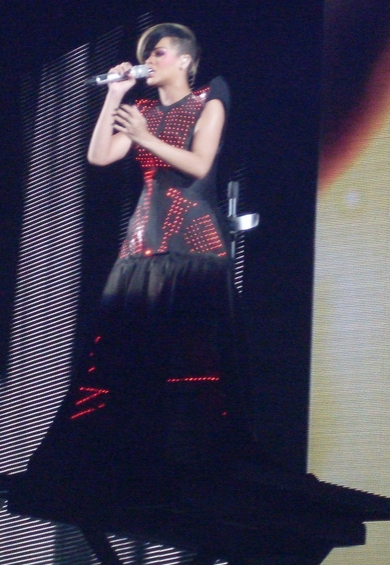
„Russian Roulette”.

Rihanna pisała większość piosenek wspólnie z Timberlakiem i artystą o pseudonimie Ne-Yo, którzy pomogli jej przelać emocje na papier. W październiku 2009 roku Ne-Yo powiedział w imieniu Rihanny, że piosenkarka ma dużo rzeczy do powiedzenia na temat albumu, ale zachowa je w tajemnicy do czasu pojawienia się na rynku. Pracując razem, czuł, że Rihanna nie była tą samą dziewczyną, którą poznał wcześniej, komplementując jej wzrost jako artystki. Rihanna w doborze piosenek na płytę była bardzo surowa i perfekcyjna, miała wielką swobodę w wybieraniu kawałków, wybierając bardziej ponure piosenki. Ne-Yo i Harmony stworzyli singiel prowadzący z płyty, „Russian Roulette”, dodając do niego bardziej ciemniejszą i chorobliwą estetykę, na co Rihanna odpowiedziała pozytywnie, chcąc powielać taki styl na całym albumie.
Po przesłuchaniu „Saxon” w wykonaniu Nicki Minaj, a wyprodukowanego przez grupę Chase & Status Rihanna wyraziła chęć na współpracę z nimi. Chase & Status wspólnie z piosenkarką mieli kilkanaście sesji w studio w nieznanym miejscu. Grupa tworzyła utwory w klimacie dubstep, jednak pracę przerwano z powodu konfliktu, który stworzył się między duetem a Rihanną. W październiku 2009 roku piosenkarka zaczęła nagrywać z The-Dreamem i Stewartem, w wyniku współpracy wylecieli do Paryża by dokończyć nagrywanie. Trio stworzyło „Hard” i „Rockstar 101”. Jednak to „Hard” wyróżniał się z wszystkich utworów, bo zawierał w sobie „arogancję”. W utworze „Rockstar 101” Slash użyczył swoich umiejętności gitarowych, a w „Photographs” will.i.am umiejętności wokalnych. Ester Dean pomogła pisać czwarty singiel, „Rude Boy”. „The Last Song” było jedną z ostatnich piosenek tworzonych na album. Rihanna nagrała piosenkę w ciągu ostatnich dwunastu godzin od zakończenia pracy nad płytą. Wyjaśniła: „Dobra muszę to zrobić. Mam na to ostatnie dwanaście godzin. Właśnie wypiłam trochę czerwonego wina, przygaście światła w kabinie [nagraniowej] i zaśpiewam to!”

## Muzyka i teksty
Rated R posiada bardziej ciemną stronę i głębszy ton, niż poprzednie albumy Rihanny. Album jest głównie połączeniem pop i R&B, ale zawiera także elementy rocka, hip hopu i dancehallu. Produkcję cechuje elegancki dźwięk w połączeniu z syntezatorami, solówkami gitarowymi, ciężkim beatem i harmonią wokalu. Utwory takie jak „G4L”, „Mad House” i „Wait Your Turn” zawierają dubstepowe wstawki, dudnienie basu i syntezatory w tle. Wydawnictwo posiada także inne gatunki muzyczne, jak jamajski dancehall w „Rude Boy” i muzykę latynoską w „Te Amo”. Rihanna omówiła produkcję albumu w magazynie Glamour, stwierdzając, że: „Piosenki są bardzo osobiste. To jest rock ‘n’ roll, ale naprawdę hip hop. I jeżeli Lil Wayne i Kings of Leon lubią mój album, to ja czuję się dobrze”.
Lirycznie wydawnictwo opowiada o ponurym widoku na miłość i dumie, dotyczącej wytrwałości i pokonywaniu przeciwności. Teksty są ponure, surowe i wściekłe, a piosenki poruszają temat wytrwałości, przeplatający się obrazami przemocy i brutalności. Liryka wyróżnia się także wulgaryzmami. Wielu dziennikarzy postrzega teksty jako aluzję do napaści na Rihannę, przez Chrisa Browna. Dziennikarz, Jon Parales napisał, że produkcja jednoznacznie nie opowiada o tym wydarzeniu, ale trudno to zignorować. Według pisarki Ann Powers, żal jest znaczącym tematem na płycie: „Piosenki na Rated R nie mają przepraszać za człowieka, który skrzywdził ją na poważnie, ale uznają inne emocje, które pochodzą z separacji nawet do partnera, który okazał się sprawcą. Uczucia te obejmują żal, tkliwość i głęboki smutek”.

## Zdjęcia

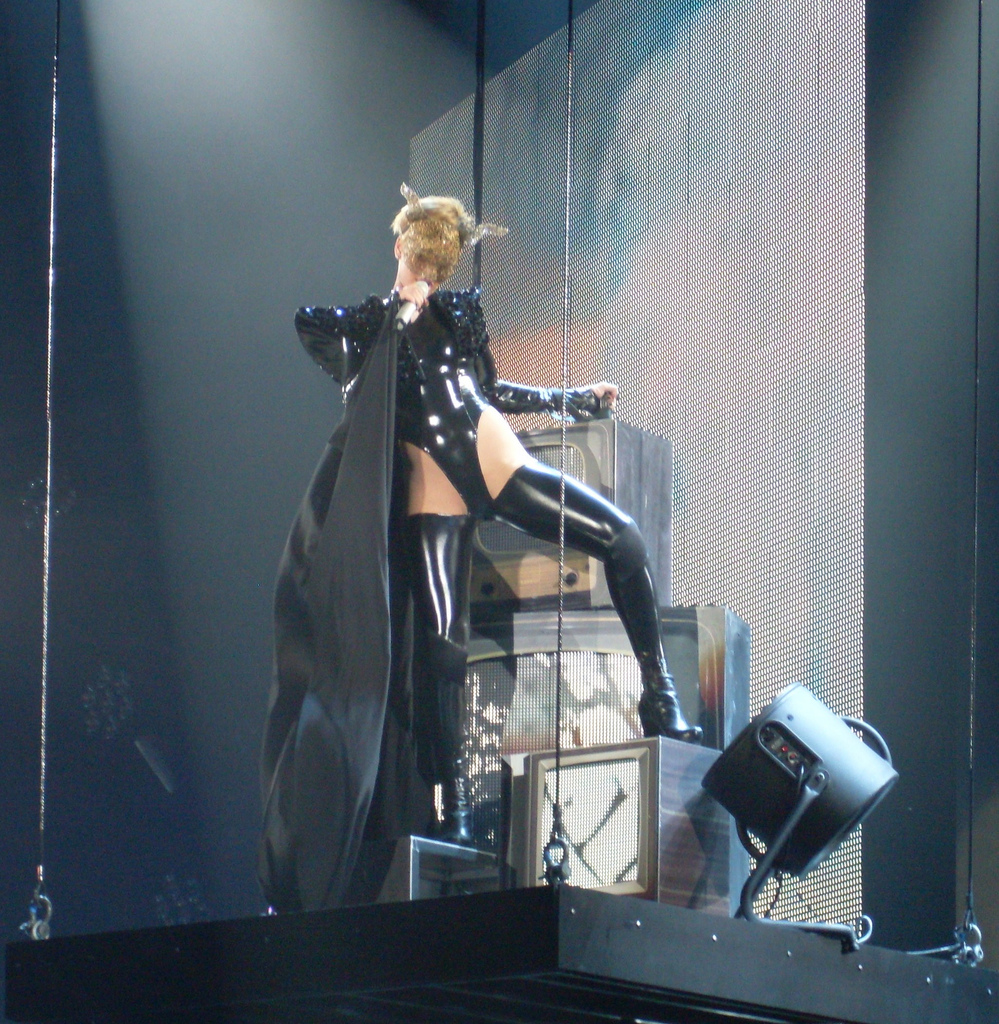
Rihanna podczas „Rude Boy”.

8 października 2009 roku Rihanna pozowała do zdjęć, które miały być wykorzystane do tworzenia okładki nowej płyty. Fotografie były robione w Berlinie pod okiem Ellen Von Unwerth. Piosenkarka była ubrana w obcisłe body w kolorze nude i wielkie białe futro. Fotografka stwierdziła, że piosenkarka chce zrobić „coś nowego dla wyglądu albumu” Ellen, która znana jest z wykonywania zdjęć do płyt: Janet Jackson The Velvet Rope (1997), Christiny Aguilery Back to Basics (2006) i Britney Spears Blackout (2007) powiedziała, że Rihanna była zaangażowana w sesję i była chętna pokonywać swoje granice. Okładka płyty została ujawniona w Internecie 27 października 2009 roku, na amerykańskiej stronie programu MTV. Rihanna na tym zdjęciu jest umalowana w stylu sado-maso, włosy ma uniesione do góry, a ubrana jest w skórę. Zdjęcie jest czarno-białe i zostało porównane do okładki Grace Jones z 1980 roku.
Stylizację do sesji zostały opracowane przez Simona Henwooda, który to był również dyrektorem kreatywnym kampanii promocyjnej. Simon wyjawił w wywiadzie dla MuuMse: „spędziliśmy dużo czasu na rozwijaniu pomysłów, udaliśmy się do Paryża na Paris for Fashion Week, spotkaliśmy się z projektantami, a tam usiadłem i wykonałem rysunki oraz kawałki strojów. Wszystko pochodzi z muzyki i jest to najbardziej osobisty album, który został wydany do tej pory i musi wyglądać tak, a nie inaczej”. Inspiracją do tworzenia stylizacji był film The Omega Man i książka The Lathe of Heaven. „Chcieliśmy stworzyć jej osobisty świat, aby wszystko było ciemne jak sen, który byłby szansą na wyrażenie tych wszystkich emocji, bez niczego konkretnego”, wyjawił Henwood. Simon odpowiada także na grafikę, teledyski, spoty telewizyjne, a także przyczynił się do tworzenia kostiumów, scenografii i wizualizacji, podczas trasy, Last Girl on Earth Tour

## Krytyka
| Oceny łączne      | Oceny łączne |
| Publikacja        | Ocena        |
| ----------------- | ------------ |
| Album of the Year | 69/100       |
| AnyDecentMusic?   | 6.1/10       |
| Metacritic        | 75/100       |
| Recenzje          |              |
| Publikacja        | Ocena        |
| AllMusic          | [ 2 ]        |
| The A.V. Club     | C+           |
| Billboard         | [ 75 ]       |
| Chicago Tribune   | [ 76 ]       |
| Fact              | [ 77 ]       |
| The Guardian      | [ 78 ]       |
| laut.de           | [ 79 ]       |
| Los Angeles Times | [ 80 ]       |
| Pitchfork         | 6.1/10       |
| Rolling Stone     | [ 82 ]       |
| Slant Magazine    | [ 63 ]       |
| Spin              | 5/10         |
| Tiny Mix Tapes    | [ 84 ]       |

Rated R otrzymał generalnie pozytywne recenzje od krytyków muzycznych. Metacritic przydzielił notę 75 na 100 możliwych, na podstawie 21 recenzji. Ed Potton z The Times pochwalił album, oceniając go jako najlepszy, który dotychczas wydała, a Jody Rosen z Rolling Stone nazwał go jednym z najlepszych, które ukazały się w 2009 roku. Andy Kellman z AllMusic powiedział, że Rated R to mocno przesadzony album, ale i „przekonujący” i wykonywany przekonująco przez Rihannę, która śpiewa o „wielu pamiętnych zdarzeniach”. Greg Kot z Chicago Tribune nazwał wydawnictwo „potężną, przenośną sztuką” i zapewnił, że Rihanna personalizuje się w sposób sugerujący, że miała bardziej kreatywne życie, niż na poprzednich płytach. Jon Pareles z The New York Times powiedział że, chociaż ta osobista płyta jest odważna, nie zagraża twórczości muzyki.
Ann Powers z Los Angeles Times nazwała album „złożonym i fascynującym portretem”, który nadużywa kobiecej determinacji i emocji. Alex Macpherson z brytyjskiego magazynu Fact powiedział, że oprócz ciekawej muzyki, Rated R, jako album, jest ważny dla Rihanny, która „chwyciła z powrotem kontrolę nad swoim publicznym życiem. Sarah Rodman z The Boston Globe chwaliła płytę za krótkie spojrzenie zarówno na rozwój Rihanny jako artystki, jak i za „zbieg kultury ze sztuką pop”. Robert Christgau z MSN Music przyznał płycie dwugwiazdkowe wyróżnienie, chwaląc ją za „sympatyczny wysiłek konsumencki dostosowany do nadrzędnej estetyki lub indywidualnej wizji, który może dobrze się zjeść”. Przytoczył utwory „Hard” i „Rude Boy” podkreślając, że „dobro Rihanny skończyło się na rzecz wulkanu złej energii”.
Zdaniem Alexandra Seltenreicha z laut.de „Rated R to zdecydowanie jej najbardziej osobisty, najbardziej szczery i – pomimo lub właśnie z powodu gorzkiego posmaku - najlepszy album do tej pory”.
Mieszanych recenzję przyznał Sean Fennessey z magazynu Spin, który czuł, że album nie pasuje do mocnych ballad opartych na bemolu, a gniew piosenek nie jest wystarczająco ukazany przez zbyt niski głos Rihanny. Ryan Dombal z Pitchforka powiedział, że jej „artystyczny aspiracje są obecnie na wyższym poziomie, niż jej zdolności”. Michaelangelo Matos z The A.V. Club opisał muzykę z płyty jako nadętą, a teksty przyrównał do „fragmentów sesji terapeutycznej”. Alexis Petridis z The Guardian skrytykowała aluzje, których można się doszukać, do napaści przez Chrisa Browna pisząc, że album nie oferuje niczego poza „wglądu w jej życie prywatne”.

### Wyróżnienia
Album znalazł się w pierwszej trójce najlepiej zrecenzowanych albumów 2009 roku. Leah Greenblatt z Entertainment Weekly w swojej liście najbardziej perfekcyjnych albumów 2009 roku, ogłosiła Rated R najlepszym. Greg Kot z Chicago Tribune umieścił produkcję na miejscu ósmym najlepszych płyt 2009 roku. Jonah Weiner ze Slate umieścił wydawnictwo na dziesiątym miejscu swojego notowania, nazywając Rihannę „jedyną kobietą, która ma kontrolę nad swoim popowym duchem”.

## Promocja
15 października 2009 roku na swojej oficjalnej stronie Rihanna oznajmiła premierę swojej płyty, obok tej notatki znajdowało się zdjęcie. Fotografia przedstawiała jedynie metalową literkę ‘R’, która to znajduje się na płycie Rihanny i na jej pierwszym oficjalnym singlu promującym. 20 października 2009 roku Barbadoska wykonała w radiu pierwszy singel z płyty.

### Single
- „Russian Roulette” został wybrany jako pierwszy singiel z płyty[95][96]. Wydany został 27 października 2009 roku w amerykańskim radiu, a sześć dni później w formacie digital download. Ballada zgarnęła pozytywne recenzje za mocny wokal RIhanny[97]. Piosenka na Billboard Hot 100 zadebiutowała na pozycji dziewiątej, oznacza to, że singiel ten jest dwunastą piosenką, która na Billboardzie zadebiutowała w pierwszej dziesiątce[98]. Utwór dotarł do drugiego miejsca w Wielkiej Brytanii, a 12 stycznia 2010 roku w tym kraju pokrył się platyną[99][100].
- „Hard” stał się drugim amerykańskim singlem[101]. Rihanna zdecydowała się nagrać piosenkę z tego względu, że jest inna od pozostałych piosenek pop, które nagrała[102]. Krytycy chwalili piosenkę za wokal Rihanny i decyzję o włączeniu Jeezego do piosenki[103][104]. Utwór miał swoją premierę w radiu w USA 10 listopada 2009 roku[105]. W utworze gościnnie wystąpił amerykański raper Young Jeezy. Piosenka osiągnęła pozycję ósmą na Billboard Hot 100, dając Rihannie trzynasty singiel osiągający pozycję na Billboardzie w pierwszej dziesiątce[106][107], ponadto piosenka uplasowała się na pozycji czterdziestej drugiej w Wielkiej Brytanii[108][109].
- „Wait Your Turn” ukazał się jako trzeci singiel trzy dni po „Hard”, 13 listopada 2009 roku i został wydany w Australii, Brazylii i niektórych krajach europejskich[110]. Utwór stworzył duet Stargate, Chase & Status i Rihanna, łącząc w sobie elementy hip hopu i dubstepu[111][112]. Piosenka zadebiutowała na 17 miejscu UK R&B Charts[113].
- „Rude Boy” stał się piątym ogólnym singlem promującym album, a drugim międzynarodowym. Wydano go 9 lutego 2010 roku[114]. Piosenka uplasowała się na szczycie w Stanach Zjednoczonych, stając się szóstym numerem jeden na Billboard Hot 100 i czternastym w pierwszej dziesiątce[115]. Ponadto wokalistka posiada najwięcej numerów jeden na Hot 100 od 2000 roku. Utwór to trzeci z rzędu singiel w top ten z Rated R[116]. W Wielkiej Brytanii piosenka zadebiutowała na pozycji drugiej[109][117][118], a w Australii na pierwszej, dając artystce czwarty numer jeden w tym kraju[119].
- „Rockstar 101” został wydany jako piąty singiel z płyty[120]. Otrzymał mieszane recenzje za zbyt agresywną muzykę i włączenie Slasha do utworu[54][55]. Został on rozesłany do rozgłośni radiowych 18 maja 2010 roku[120]. Rihanna pierwszy raz wykonała piosenkę w programie American Idol 7 kwietnia 2010 roku[121]. Teledysk wyreżyserowała Melina Matsoukas, która współpracowała z Rihanną także przy „Hard” i „Rude Boy”[122][123].
- „Te Amo” został wydany jako szósty ogólny singiel z płyty, a trzeci międzynarodowy[124][125][126]. Miał swoją pramierę 7 kwietnia w Kanadzie. Ponadto utwór był grany w rozgłośniach radiowych we Francji i w Wielkiej Brytanii[127]. Wydano go w formacie digital download w Nowej Zelandii, Australii i Włoszech, Holandii i Słowacji[128][129][130]. Piosenka zgarnęła pozytywne recenzje[131]. Klip nakręcono w ciągu dwóch dni przez Anthony’ego Mandlera pod koniec kwietnia[132][133].

### Trasa
Rihanna potwierdziła trasę Last Girl on Earth Tour dnia 3 grudnia w MTV News zapowiedziała, że trasa rozpocznie się w kwietniu 2010 roku. Bilety na trasę będą w sprzedaży od połowy grudnia 2009 roku. Wyznała na planie teledysku do „Hard”, że „to będzie światowa trasa... więc będzie to długa wycieczka”. 9 grudnia Rihanna zapowiedziała nowe daty na tournée.

## Lista utworów
| Nr  | Tytuł utworu                        | Tekst                                                                                          | Muzyka                            | Długość |
| --- | ----------------------------------- | ---------------------------------------------------------------------------------------------- | --------------------------------- | ------- |
| 1.  | „Mad House”                         | Makeba Riddick, Will Kennard, Saul Milton, Robyn Fenty                                         | Chase & Status, Riddick           | 1:35    |
| 2.  | „Wait Your Turn”                    | James Fauntleroy, Mikkel S. Eriksen, Tor Erik Hermansen, Kennard Milton, Takura Tendayi, Fenty | StarGate, Chase & Status, Eriksen | 3:46    |
| 3.  | „Hard (featuring Jeezy)”            | Terius „The-Dream” Nash C. „Tricky” Stewart, Fenty, Jay Jenkins                                | Stewart, Nash, Riddick            | 4:11    |
| 4.  | „Stupid in Love”                    | Shaffer Smith, Eriksen, Hermansen                                                              | StarGate, Ne-Yo, Riddick          | 4:01    |
| 5.  | „Rockstar 101 (featuring Slash)”    | Nash, Stewart, Fenty                                                                           | Stewart, Nash, Riddick            | 4:00    |
| 6.  | „Russian Roulette”                  | Smith Charles, Harmon                                                                          | Chuck Harmony, Ne-Yo, Riddick     | 3:48    |
| 7.  | „Fire Bomb”                         | Fauntleroy II, Brian Kennedy, Fenty                                                            | Kennedy, Riddick                  | 4:18    |
| 8.  | „Rude Boy”                          | Eriksen, Hermansen, Ester Dean, Riddick, Rob Swire, Fenty                                      | StarGate, Swire, Riddick          | 3:43    |
| 9.  | „Photographs (featuring will.i.am)” | William Adams, Jean Baptiste, Michael McHenry, Allan Pineda                                    | will.i.am, Paper Boy              | 4:46    |
| 10. | „G4L”                               | Kennard, Milton, Fauntleroy II, Fenty                                                          | Chase & Status, Riddick           | 4:00    |
| 11. | „Te Amo”                            | Eriksen, Hermansen, Fauntleroy II, Fenty                                                       | StarGate, Riddick                 | 3:28    |
| 12. | „Cold Case Love”                    | Justin Timberlake, Robin Tadross, Fauntleroy II                                                | The Y’s, Riddick                  | 6:04    |
| 13. | „The Last Song”                     | Fauntleroy II, Kennedy, Ben Harrison, Fenty                                                    | Kennedy, Harrison, Riddick        | 4:16    |
|     |                                     |                                                                                                |                                   | 51:56   |

| Nokia Music exclusive bonus tracks | Nokia Music exclusive bonus tracks | Nokia Music exclusive bonus tracks |
| Nr                                 | Tytuł utworu                       | Długość                            |
| ---------------------------------- | ---------------------------------- | ---------------------------------- |

| iTunes Store bonus videos | iTunes Store bonus videos | iTunes Store bonus videos |
| Nr                        | Tytuł utworu              | Długość                   |
| ------------------------- | ------------------------- | ------------------------- |

## Personel
- William Adams – kompozytor
- Mykael Alexander – asystent
- J. Baptiste – kompozytor
- Beardyman – wokal
- Jessie Bonds – gitara
- Jay Brown – A&R
- Bobby Campbell – asystent
- Chase & Status – producent muzyczny, muzyk
- Chew Fu – programowanie, producent remiksowania, remiksowanie
- James J. Cooper III – wiolonczela, solista
- Cédric Culnaërt – asystent inżyniera
- Tyler Van Dalen – asystent inżyniera
- Kevin „KD” Davis – miksowanie
- Ester Dean – kompozytor
- Steven Dennis – asystent inżyniera
- Dylan Dresdow – miksowanie
- Mikkel S. Eriksen – kompozytor, inżynier, producent wokalu, muzyk
- James Fauntleroy II – kompozytor
- James Fauntleroy – wokal wspierający
- Glenn Fischbach – wiolonczela
- Paul Foley – inżynier
- Rick Friedrich – asystent inżyniera
- Future Cut – klawisze
- Mariel Haenn – stylista
- Alex Haldi – dizajn
- Kevin Hanson – asystent
- Chuck Harmony – producent muzyczny
- Keith Harris – struny
- Ben Harrison – gitara, dodatkowa produkcja
- Karl Heilbron – inżynier wokalu
- Simon Henwood – dyrektor artystyczny, dizajn, fotografia, stylista
- Tor Erik Hermansen – kompozytor, muzyk
- Jean-Marie Horvat – miksowanie
- Ghazi Hourani – asystent miksowania
- Jaycen Joshua – miksowanie
- Jay Jenkins – kompozytor
- Mike Johnson – inżynier
- JP Robinson – dyrektor artystyczny, dizajn, fotografia
- William Kennard – kompozytor
- B. Kennedy – kompozytor
- Brian Kennedy – klawisze, programowanie, producent muzyczny
- Padraic Kerin – inżynier
- Olga Konopelsky – skrzypce
- Emma Kummrow – skrzypce
- Giancarlo Lino – asystent miksowania
- Pater Martinez – asystent
- Luigi Mazzocchi – skrzypce, solista
- M. McHenry – kompozytor
- Monte Neuble – klawisze
- Terius Nash – kompozytor, producent muzyczny
- Luis Navarro – asystent inżyniera
- Shaffer Smith – kompozytor, producent muzyczny
- Jared Newcomb – asystent miksowania
- Peter Nocella – altówka
- Chris „Tek” O’Ryan – inżynier
- Anthony Palazzole – asystent miksowania
- Paper-Boy – dodatkowa produkcja
- Ciarra Pardo – dyrektor artystyczny, dizajn
- Charles Parker – skrzypce
- Ross „Dights” Parkin – asystent inżyniera
- Daniel Parry – asystent
- Kevin Porter – asystent
- Antonio Reid – producent wykonawczy
- Antonio Resendiz – asystent
- Makeba Riddick – kompozytor, wokal wspierający, producent wokalu
- Rihanna – producent wykonawczy, dyrektor artystyczny, dizajn
- Montez Roberts – asystent inżyniera
- Evan Rogers – producent wykonawczy
- Sébastien Salis – asystent inżyniera
- Jason Sherwood – asystent inżyniera
- Tyran „Ty Ty” Smith – A&R
- Caleb Speir – bass
- Stargate – producent muzyczny
- Status – producent muzyczny
- Xavier Stephenson – asystent
- Christopher „Tricky” Stewart – producent muzyczny, kompozytor
- Tim Stewart – gitara
- Bernt Rune – gitara
- Carl Styrken – producent wykonawczy
- Rob Swire – kompozytor, muzyk
- Igor Szwec – skrzypce
- R. Tadross – kompozytor
- Sean Tallman – inżynier
- Marcos Taylor – inżynier
- Gregory Teperman – skrzypce
- Brian „B-Luv” Thomas – inżynier
- Pat Thrall – inżynier
- Justin Timberlake – kompozytor
- Marcos Tovar – inżynier
- Neil Tucker – asystent, asystent gitarzysty
- Ellen Von Unwerth – fotografia
- Alain Whyte – gitara (akustyczna)
- Andrew Wuepper – inżynier
- Ys – producent muzyczny

Źródło: AllMusic

## Notowania i certyfikaty
| Listy (2009-10)                            | Najwyższe pozycje |
| ------------------------------------------ | ----------------- |
| Australia (ARIA Charts)                    | 12                |
| Austria (IFPI)                             | 7                 |
| Belgia (Ultratop Flandria)                 | 16                |
| Belgia (Ultratop Walonia)                  | 16                |
| Chorwacja (HDU)                            | 10                |
| Czechy (IFPI)                              | 15                |
| Dania (Tracklisten)                        | 32                |
| Finlandia (Suomen virallinen lista)        | 14                |
| Francja (SNEP)                             | 10                |
| Grecja (IFPI)                              | 6                 |
| Hiszpania (PROMUSICAE)                     | 23                |
| Holandia (MegaCharts)                      | 18                |
| Irlandia (IRMA)                            | 7                 |
| Japonia (Oricon)                           | 10                |
| Kanada (Canadian Albums Chart)             | 5                 |
| Meksyk (AMPROFON)                          | 51                |
| Niemcy (Media Control Charts)              | 4                 |
| Norwegia (VG-Lista)                        | 1                 |
| Nowa Zelandia (RIANZ)                      | 14                |
| Polska (OLiS)                              | 5                 |
| Rosja (2M)                                 | 9                 |
| Stany Zjednoczone (Billboard 200)          | 4                 |
| Stany Zjednoczone (Top R&B/Hip-Hop Albums) | 1                 |
| Szkocja (OCC)                              | 14                |
| Szwajcaria (Schweizer Hitparade)           | 1                 |
| Szwecja (IFPI)                             | 19                |
| Węgry (MAHASZ)                             | 31                |
| Wielka Brytania (UK Albums Chart)          | 9                 |
| Włochy (FIMI)                              | 33                |

| Listy (2010)                                 | Najwyższe pozycje |
| -------------------------------------------- | ----------------- |
| Australia (ARIA Charts)                      | 52                |
| Kanada (Canadian Album Charts)               | 28                |
| European Top 100 Albums                      | 13                |
| Stany Zjednoczone (Billboard 200)            | 21                |
| Stany Zjednoczone (R&B/Hip Hop Album Charts) | 7                 |
| Wielka Brytania (UK Albums Chart)            | 27                |

| Państwo           | Dostawca     | Status             |
| ----------------- | ------------ | ------------------ |
| Australia         | ARIA         | platynowa płyta    |
| Belgia            | IFPI         | złota płyta        |
| Francja           | SNEP         | platynowa płyta    |
| Irlandia          | IRMA         | platynowa płyta    |
| Kanada            | Music Canada | platynowa płyta    |
| Niemcy            | BMVI         | złota płyta        |
| Polska            | ZPAV         | złota płyta        |
| Rosja             | NFPF         | złota płyta        |
| Stany Zjednoczone | RIAA         | platynowa płyta    |
| Szwajcaria        | IFPI         | platynowa płyta    |
| Wielka Brytania   | BPI          | 2x platynowa płyta |

### Single
| „Russian Roulette”                                       | 2009 | 7  | 2  | 9  | 4  | 2  | 5  | 9  | – | 1 | 2  | 9  | - AUS: złota płyta - SWI: złota płyta - NZ: złota płyta - UK: srebrna płyta                                    | Rated R |
| „Hard”                                                   | 2009 | 51 | –  | 9  | –  | –  | 33 | 15 | – | – | 42 | 8  | - USA: platynowa płyta                                                                                         | Rated R |
| „Wait Your Turn”                                         | 2009 | 82 | –  | –  | –  | –  | 32 | –  | – | – | 45 | –  | – | Rated R |
| „Rude Boy”                                               | 2010 | 1  | 6  | 7  | 8  | 4  | 3  | 3  | 4 | 5 | 2  | 1  | - AUS: 2× platynowa płyta - NZ: platynowa płyta - SWI: złota płyta - UK: złota płyta - USA: 2× platynowa płyta | Rated R |
| „Rockstar 101”                                           | 2010 | 24 | –  | –  | –  | –  | –  | –  | – | – | –  | 64 | – | Rated R |
| „Te Amo”                                                 | 2010 | 22 | 11 | 66 | 17 | 11 | 16 | –  | 2 | 9 | 14 | –  | - AUS: złota płyta - SWI: złota płyta                                                                          | Rated R |
| „–” oznacza, że singel nie był notowany na danej liście. |      |    |    |    |    |    |    |    |   |   |    |    | |         |

## Historia wydania
| Państwo           | Data              | Wytwórnia          | Format               |
| ----------------- | ----------------- | ------------------ | -------------------- |
| Australia         | 20 listopada 2009 | Universal Music    | CD, digital download |
| Niemcy            | 20 listopada 2009 | Universal Music    | CD, digital download |
| Polska            | 21 listopada 2009 | Universal Music    | CD, digital download |
| Wielka Brytania   | 23 listopada 2009 | Mercury Records    | CD, digital download |
| Stany Zjednoczone | 23 listopada 2009 | Def Jam Recordings | CD, digital download |
| Dania             | 23 listopada 2009 | Universal Music    | CD, digital download |
| Kanada            | 23 listopada 2009 | Universal Music    | CD, digital download |
| Brazylia          | 24 listopada 2009 | Universal Music    | CD, digital download |
| Hiszpania         | 24 listopada 2009 | Universal Music    | CD, digital download |
| Argentyna         | 26 listopada 2009 | Universal Music    | CD, digital download |
| Chile             | 31 grudnia 2009   | Universal Music    | CD, digital download |